# HC Rotterdam
HC Rotterdam, HCR, of Hockeyclub Rotterdam, is met ongeveer 2500 leden na Kampong en HC Oranje-Rood de derde grootste hockeyclub van Nederland. De heren en dames komen uit op het hoogste niveau. Tevens is het de succesvolste hockeyclub van Rotterdam.

## Geschiedenis
Het huidige HC Rotterdam ontstond in 1973 uit een fusie tussen HC Hillegersberg, RBC (Rotterdamsche Bonds Club) en MRHC (Maasstad-Rotterdam Hockey Combinatie). MRHC was op haar beurt weer een fusie (in 1942) tussen de verenigingen Mixed Hockey Club Rotterdam en Hockey Club Maasstad. Het oprichtingsjaar van de oudste hockeyclub van de drie, MRHC wordt daarom aangehouden als oprichtingsjaar. Vlak na de fusie telde HC Rotterdam ongeveer 600 leden. In 1992 werd het 1000ste lid verwelkomd en in 2010 het 2500ste. Tussen 2001 en 2010 was HC Rotterdam de grootste club van Nederland. In 1977 was HC Rotterdam de tweede Nederlandse hockeyclub met een kunstgrasveld en werd er een nieuw clubhuis in gebruik genomen op sportpark Laag Zestienhoven. In 1997 werd HC Rotterdam de grootste hockeyclub van Nederland.
Doordat in 1999 werd beslist dat de HSL-spoorlijn dwars door het toenmalige terrein van HC Rotterdam aan de Beekweg (Sportcomplex Laag Zestienhoven) moest lopen, werd een verhuizing als noodzakelijk gezien. Op 12 oktober 2000 omstreeks 15.00 uur werd de eerste paal geslagen en op 14 oktober een jaar later werd Sportpark Hazelaarweg in Rotterdam-Schiebroek geopend. HCR heeft sindsdien de beschikking over een eigen hockeystadion met een maximale capaciteit van 10.000. Daarnaast telt de club drie water- en vier zandingestrooide kunstgrasvelden.
In november 2001 was de club het toneel van de strijd om de Champions Trophy voor mannen, in 2005 gastheer van het wereldkampioenschap voor junioren (onder 22 jaar) en in 2008 opnieuw voor de Champions Trophy. Ook is het gastheer geweest van meerdere Euro Hockey League evenementen. Van 1973 tot 1991 was M.A. (Tin) Jacobs voorzitter van HC Rotterdam. Samen met Carla van Ruiten (Hillegersberg) heeft hij vormgegeven aan de fusie en de totstandkoming van het (toenmalige) complex aan de Beekweg. Tin Jacobs wordt aangemerkt als de grondlegger van het huidige HC Rotterdam. Als dank voor zijn verdiensten is hij bij zijn afscheid benoemd tot ere-voorzitter. Van 1992 tot 2006 was Jan Hagendijk als voorzitter een belangrijke spil in het uitgroeien van HC Rotterdam tot de grootste hockeyclub van Nederland. Daarnaast was hij mede-verantwoordelijk voor de verhuizing naar het huidige complex en het binnenhalen van verschillende (inter)nationale toernooien. In 2006 gaf hij de voorzittershamer door aan Dick van Yperen. Hagendijk overleed op 6 maart 2010 en ter ere van hem werd de trofee van de ABN AMRO Cup naar hem vernoemd. In de zomer van 2013 droeg Van Yperen het voorzitterschap over aan Edwin Brouwers.

### Heren

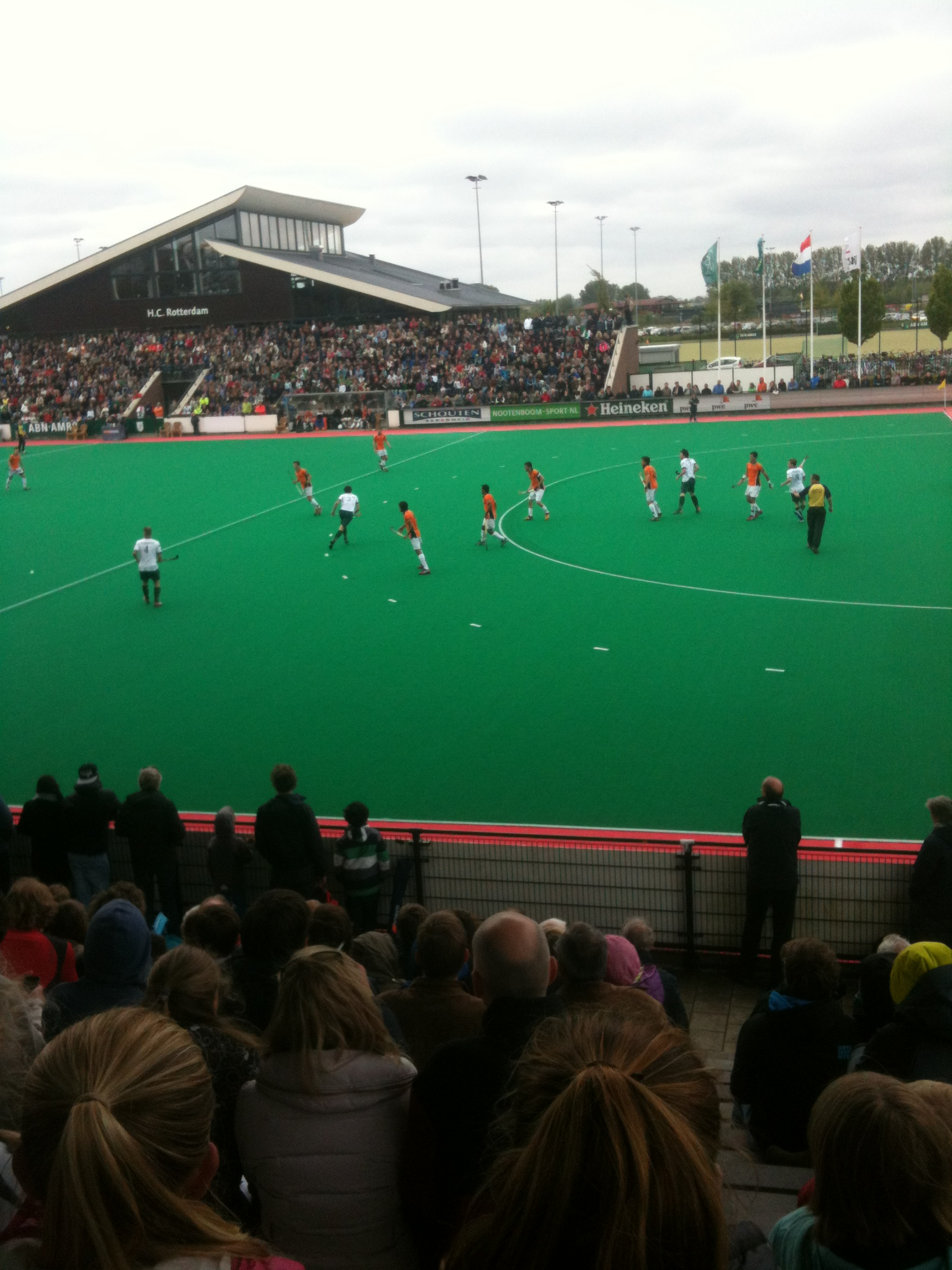
Rotterdam tegen Oranje Zwart (2-0) in de finale van de play offs 2013

Vanaf de eenwording speelden de mannen (Heren 1) een stabiele factor in de een-na-hoogste competities. Zij waren vanaf de oprichting van de Overgangsklasse een vaste waarde tot 2000. In dat jaar werden de mannen voor het eerst kampioen en promoveerden naar de Hoofdklasse. Heren 1 speelde sinds het seizoen 2003/04 weer in de op een na hoogste divisie (overgangsklasse), maar dwongen op 21 mei 2005 onder leiding van Robbert Paul Aalbregt opnieuw promotie af naar de hoofdklasse door HC Eindhoven te verslaan in de promotieplay-offs. In het seizoen 2006/07 eindigden de mannen derde in de play-offs na HGC en Bloemendaal wat recht gaf op deelname aan de allereerste editie van de EHL en eindigden daar als derde, wat vervolgens herhaald werd in de tweede editie en in de derde editie werd de finale gehaald. Hans Streeder volgde Robbert-Paul Aalbregt op in 2008 als coach en ging sinds de zomer van 2011 fulltime aan de slag als technisch directeur bij de club. De club heeft momenteel Reinoud Wolff als coach van Heren 1. Na vier play off-deelnames behaalden de heren in 2012 voor het eerst de finale door HC Bloemendaal over drie wedstrijden te verslaan. In de finale verloren de heren met goed spel twee keer nipt van Amsterdam. In de reguliere competitie eindigden de heren tevens voor het eerst bovenaan op de ranglijst. In 2013 haalden de heren opnieuw de finale, doordat de derde plaats in de competitie was behaald en in de halve finale met Bloemendaal werd afgerekend. In de finale op 25 mei en 26 mei zou Oranje Zwart de tegenstander zijn. Op 2 juni 2013 werd HC Rotterdam na drie play-off wedstrijden voor de eerste keer kampioen van Nederland na twee gewonnen wedstrijden en een verloren wedstrijd. In 2023 heeft Heren 1 de Play-Offs gehaald en heeft in de halve finale verloren van HC Bloemendaal. 

### Dames
De vrouwen (Dames 1) waren sinds het seizoen 1992/93 een vaste waarde in de hoogste afdeling van de Nederlandse hockeycompetitie. Zij hebben zelfs in 2001 en 2002 in de finale gestaan van de play-offs om het landskampioenschap. In beide finales moesten de dames het onderspit delven tegen Den Bosch en in 2002 op slechts één haar na. De eerste wedstrijd werd thuis gewonnen met 2-1 en in Den Bosch leek de landstitel na de treffer via de strafcorner van Florien Cornelis vier minuten voor tijd naar Rotterdam te gaan. Tot overmaat van ramp scoorde Den Bosch in de allerlaatste minuut de gelijkmaker via Mijntje Donners en daarna maakte zij in de verlenging de winnende. In de derde wedstrijd won Den Bosch afgetekend met 4-1 van Rotterdam. Dichter bij het landskampioenschap is nog geen enkele Rotterdamse damesformatie geweest. Wel hebben de dames de Europcup II gewonnen in 2002 in Ourense en 2003 in eigen huis. Voormalig vrouwenbondscoach Gijs van Heumen stond sinds 2004 aan het roer bij de dames en droeg deze functie in 2008 over aan Stijn van Roosendaal die in 2009 werd vervangen door voormalig-international en speler van de club Caroline van Nieuwenhuyze-Leenders. Zij werd in 2011 wegens tegenvallende prestaties ontslagen. Remco Hartgers was haar opvolger, maar bij hem gebeurde hetzelfde. Hans Streeder werd vervolgens als interim-coach aangesteld. Sinds 23 oktober 2011 wonnen de vrouwen geen wedstrijd meer in de hoofdklasse en de vrouwen eindigden het seizoen 2011/2012 dan ook op een teleurstellende elfde plaats. Via play-outs moesten de dames degradatie zien te voorkomen tegen de nummer twee van de Overgangsklasse De Terriërs. Op 20 mei 2012 degradeerden de dames na twintig jaar op het zandveld van De Terriërs naar de Overgangsklasse. De nieuwe coach en voormalig-speler Richard de Snaijer moet proberen de vrouwenploeg weer terug op het hoogste niveau te brengen. Sinds 2022-2023 speelt Dames 1 in de Hoofdklasse.

## Erelijst
- Landskampioen
  - Heren: 2013
- ABN AMRO Cup
  - Heren: 2010, 2011, 2012, 2016, 2017
- Euro Hockey League
  - Heren: 3e in 2008 en 2009, verliezend-finalist in 2010
- Europacup II:
  - Dames: 2002, 2003
- Overgangsklasse
  - Heren: 2000, 2002, 2005
  - Dames: 1984, 1990, 1992
- KNHB beker
  - Dames: 1995
- Landskampioen zaalhockey:
  - Heren: 2008, 2014, 2024
  - Dames: 1999, 2000, 2001
- Europese kampioenschappen zaalhockey:
  - Heren: 2015, EuroHockey Indoor Club Champions Challenge I

## Samenwerkingsverbanden
HC Rotterdam had tussen 2001 en 2011 HC Aeolus geadopteerd als satellietvereniging. In deze constructie nam de club vrijwel alle leden over, maar bleef Aeolus als club met een eigen bestuur en de eerste teams bestaan. Heren 1 en dames 1 werden in die tien jaar tijd beide opgewerkt tot de Overgangsklasse. Doordat HC Rotterdam in het voorjaar van 2011 aangaf een ander beleid te willen gaan voeren met betrekking tot het tophockey, was er geen plaats meer voor de teams van Aeolus. De ruim 40 leden van Aeolus meldden zich kort daarop bij stadgenoot RHV Leonidas met het verzoek om te fuseren. Deze fusie werd op 5 augustus 2011 goedgekeurd door de algemene ledenvergaderingen van beide clubs.

## Dames 1 2023/2024
- Iris Nikerk
- Luca Preyde
- Feliz Kühne
- Joy Haarman
- Lotte de Heer
- Rebecca Huijgens
- Annebregt Rietveld
- Julie van Dam
- Amber van den Dijssel
- Lieke Elsman
- Zoë Hessels
- Brechtje van Santbrink
- Emma van Santbrink
- Florine Rodenburg
- Merel Boekhorst
- Iris Hollander
- Merel van Campen
- Olivia van der Knaap
- Isa van Spronsen

## Heren 1 2023/2024
- Derk Meijer
- Pepijn van der Heijden
- Jorre Stok
- Jesse van Minde
- Guus Jansen
- Menno Boeren
- Olivier Hortensius
- Thijs van Dam
- Jeroen Hertzberger
- Jochem Bakker
- Tjep Hoedemakers
- Matthijs van der Wielen
- Justen Blok
- Joaquin Menini
- Dylan Lucieer
- Wessel Glazener
- Timo Goor
- Harry Martin
- Steijn van Heijningen
- Mahinder Terlouw
- Timme van der Heijden

## Bekende (oud-)HC'ers

### Mannen
- Sohail Abbas
- Waseem Ahmad
- Ryan Archibald
- Seve van Ass
- Pirmin Blaak
- Alastair Brogdon
- Phil Burrows
- Simon Child
- Adam Dixon
- Steve Edwards
- Thijs de Greeff
- Jeroen Hertzberger
- Maurits Hertzberger
- Willem Hertzberger
- Robert van der Horst
- Mark Knowles
- Bart Looije
- Harry Martin
- Oliver Polkamp
- Richard de Snaijer
- Blair Tarrant
- Hidde Turkstra
- Stephan Veen
- Roderick Weusthof
- Nick Wilson
- Thijs van Dam
- Steijn van Heijningen

### Dames
- Marilyn Agliotti
- Kaori Chiba
- Florien Cornelis
- Miek van Geenhuizen
- Margot van Geffen
- Helen Grant
- Eveline de Haan
- Fleur van de Kieft
- Mignonne Meekels
- Fatima Moreira de Melo
- Caroline van Nieuwenhuyze
- Karlijn Petri
- Cecilia Rognoni
- Janneke Schopman
- Beth Storry
- Sarah Thomas
- Claire Verhage
- Maria Verschoor
- Claire Visser

### Coaches
- Robbert-Paul Aalbregt
- Siegfried Aikman
- Gijs van Heumen
- Caroline van Nieuwenhuyze
- Richard de Snaijer
- Reinoud Wolff

## Overzichtslijsten

### Resultaten
| 6 A |

| 2 C |

| 2 C |

| 3 A |

| 2 C |

| 4 A |

| 8 B |

| 3 C |

| 4 A |

| 7 B |

| 2 B |

| 6 A |

| 4 A |

| 9 A |

| 9 B |

| 4 A |

| 9 B |

| 4 A |

| 10 B |

| 7 B |

| 10 A |

| 8 A |

| 8 B |

| 6 B |

| 3 B |

| 4 A |

| 1 A |

| 12 |

| 1 A |

| 11 |

| 3 B |

| 1 A |

| 8 |

| 3 |

| 3 |

| 4 |

| 7 |

| 4 |

| 1 |

| 3 |

| 3 |

| 5 |

| 6 |

| 2 |

| 5 |

| 7 |

|  |

| 3 |

| Tweede klasse |

| Eerste klasse |

| Overgangsklasse |

| Hoofdklasse |

| Tweede klasse |

| Eerste klasse |

| Overgangsklasse |

| Hoofdklasse |

| 6 A |

| 2 C |

| 2 C |

| 3 A |

| 2 C |

| 4 A |

| 8 B |

| 3 C |

| 4 A |

| 7 B |

| 2 B |

| 6 A |

| 4 A |

| 9 A |

| 9 B |

| 4 A |

| 9 B |

| 4 A |

| 10 B |

| 7 B |

| 10 A |

| 8 A |

| 8 B |

| 6 B |

| 3 B |

| 4 A |

| 1 A |

| 12 |

| 1 A |

| 11 |

| 3 B |

| 1 A |

| 8 |

| 3 |

| 3 |

| 4 |

| 7 |

| 4 |

| 1 |

| 3 |

| 3 |

| 5 |

| 6 |

| 2 |

| 5 |

| 7 |

|  |

| 3 |

| Tweede klasse |

| Eerste klasse |

| Overgangsklasse |

| Hoofdklasse |

| Tweede klasse |

| Eerste klasse |

| Overgangsklasse |

| Hoofdklasse |

| 3 B |

| 4 B |

| 5 A |

| 1 A |

| 5 B |

| 3 A |

| 2 B |

| 4 B |

| 2 A |

| 1 A |

| 1 A |

| 10 |

| 7 |

| 9 |

| 11 |

| 4 A |

| 1 A |

| 12 |

| 1 A |

| 8 |

| 10 |

| 5 |

| 8 |

| 6 |

| 6 |

| 3 |

| 4 |

| 1 |

| 2 |

| 4 |

| 4 |

| 8 |

| 4 |

| 5 |

| 3 |

| 8 |

| 7 |

| 10 |

| 11 |

| 5 P |

| 2 |

| 10 |

| 5 |

| 8 |

| 1 |

| 10 |

|  |

|  |

| Tweede klasse |

| Eerste klasse |

| Overgangsklasse |

| Promotieklasse |

| Hoofdklasse |

| Tweede klasse |

| Eerste klasse |

| Overgangsklasse |

| Promotieklasse |

| Hoofdklasse |

| 3 B |

| 4 B |

| 5 A |

| 1 A |

| 5 B |

| 3 A |

| 2 B |

| 4 B |

| 2 A |

| 1 A |

| 1 A |

| 10 |

| 7 |

| 9 |

| 11 |

| 4 A |

| 1 A |

| 12 |

| 1 A |

| 8 |

| 10 |

| 5 |

| 8 |

| 6 |

| 6 |

| 3 |

| 4 |

| 1 |

| 2 |

| 4 |

| 4 |

| 8 |

| 4 |

| 5 |

| 3 |

| 8 |

| 7 |

| 10 |

| 11 |

| 5 P |

| 2 |

| 10 |

| 5 |

| 8 |

| 1 |

| 10 |

|  |

|  |

| Tweede klasse |

| Eerste klasse |

| Overgangsklasse |

| Promotieklasse |

| Hoofdklasse |

| Tweede klasse |

| Eerste klasse |

| Overgangsklasse |

| Promotieklasse |

| Hoofdklasse |